# Phyllonorycter bascanaula
Phyllonorycter bascanaula är en fjärilsart som först beskrevs av Edward Meyrick 1936.  Phyllonorycter bascanaula ingår i släktet guldmalar, och familjen styltmalar. Inga underarter finns listade i Catalogue of Life.